# Amelora oritropha
Amelora oritropha är en fjärilsart som beskrevs av Turner 1919. Amelora oritropha ingår i släktet Amelora och familjen mätare. Inga underarter finns listade i Catalogue of Life.